# キャロル・リード
サー・キャロル・リード（Sir Carol Reed, 1906年12月30日 - 1976年4月25日）は、イギリスの映画監督。

## 略歴
俳優のサー・ハーバート・ビアボーム・トゥリーの非嫡出子としてロンドンに生まれ、カンタベリーで教育を受けた。ティーンエイジャーの頃から俳優として活動していたが、後に映画監督・プロデューサーになる。1940年に初めてハリウッド映画で監督を担当。第二次世界大戦中はイギリス陸軍に所属した。
戦後からは数多くのフィルム・ノワールを発表し、1949年公開の『第三の男』では、カンヌ国際映画祭パルム・ドールを受賞した。1953年には映画監督として初めてナイトの称号を与えられた。
1950年代からは様々なジャンルの映画を撮り続け、1968年の『オリバー!』では、ミュージカル映画初挑戦ながらもアカデミー監督賞を受賞した。
1976年、死去。

## 私生活
1943年に女優のダイアナ・ウィンヤードと結婚するが4年後に離婚した。1948年に女優のペネロープ・ダドリー＝ウォードと再婚した。
俳優のオリヴァー・リードは甥（同母弟ピーターの息子）にあたる。

## 主な監督作品
- 星は地上を見ている（英語版）The Stars Look Down (1939)
- ミュンヘンへの夜行列車（英語版）NIGHT TRAIN TO MUNICH (1940)
- 最後の突撃（英語版）The Way Ahead (1944)
- 邪魔者は殺せ Odd Man Out (1947)
- 落ちた偶像 The Fallen Idol (1948)
- 第三の男 The Third Man (1949) 出演：オーソン・ウェルズ
- 文化果つるところ（英語版）Outcast of the Islands (1951)
- 二つの世界の男The Man Between (1953)
- 文なし横丁の人々（英語版）A Kid for Two Farthings (1955)
- 空中ぶらんこTrapeze (1956)
- ハバナの男 Our Man in Havana (1960)
- 逃げる男The Running Man (1963)
- 華麗なる激情 The Agony and The Ecstasy (1965)
- オリバー! Oliver! (1968)
- 最後のインディアン The Last Warrior (1970)
- フォロー・ミー The Public Eye / Follow Me! (1972)